# Racismo en Costa Rica
El racismo en Costa Rica es un fenómeno social de discriminación racial o étnica por parte de un segmento poblacional hacia grupos étnicos minoritarios o inmigrantes. Sus orígenes se remontan, al igual que en otros países de América Latina, a la época colonial, donde existieron diversos procesos de exterminio, esclavitud o mestizaje con los pobladores nativos. Étnicamente la nación se compone —según los datos del censo del 2011 realizado por el Instituto Nacional de Estadística y Censos— por una amplia mayoría blanca/mestiza (83.63% de la población), por lo que muchos costarricenses sienten en el imaginario popular que su país es un «enclave europeo» en una Centroamérica indígena, mestiza; y comparten el sentimiento aislacionista que ha sido tradicional en la política exterior de sus gobiernos.
La mayoría de las generaciones de costarricenses nacidos después de los años setenta son conscientes de las tres raíces básicas de los costarricenses: indígena, europea y africana, por lo cual los casos de racismo son mucho más aislados en esos sectores de la población.

## Antecedentes
Costa Rica desde sus inicios como nación independiente ha recibido una inmigración masiva y muy notoria de personas de muchos países incluyendo inmigrantes de todos los continentes y siendo por mucho la colonia nicaragüense la población inmigrante más numerosa y que más ha crecido desde 1925, aunque seguida por la de origen colombiano lo cual en ocasiones se manifiesta en actitudes xenofóbicas especialmente hacia ciertas nacionalidades, aunque no hacia todas. Y en tercer lugar por la de origen estadounidense.
Las más claras manifestaciones de racismo se dan hacia las comunidades negra, indígena, judía y nicaragüense.
Mientras que algunas autoridades políticas internas y externas lo denuncian como una situación endémica y grave del país que tiene repercusiones negativas importantes en las minorías étnicas, el gobierno niega que el racismo o la xenofobia sean verdaderos problemas en el país.
Algunos consideran que aunque ciertas actitudes del tico promedio pueden ser consideradas racistas, por la idiosincrasia y forma de ser del tico, rara vez estas actitudes derivarían en verdadera violencia o agresiones. Otros, en cambio, consideran que el racismo costarricense puede ser muy grave en cuanto a lo que se refiere a humillaciones públicas, chistes groseros y discriminación. Un caso sonado de violencia étnica fue el asesinato de indígenas y la violación de mujeres aborígenes de la zona de Talamanca por la fuerza especial de la policía denominada Comando Cobra. Incluso así, en décadas recientes no se registran agresiones físicas motivadas por odio racial o xenófobo.
El racismo costarricense y su visión euro céntrica no es nueva, deriva de una actitud generalizada que tenía Costa Rica desde la Colonia, que puede ser vista en las posturas racistas del afamado científico costarricense Clodomiro Picado, quien abogaba públicamente por mantener la pureza racial europea costarricense y evitar la mezcla con los negros.
Picado nació en Nicaragua de padres españoles-costarricenses.
En carta dirigida al historiador Ricardo Fernández Guardia, la cual circuló en el Diario de Costa Rica del 20 de mayo de 1939, Picado (quien gozaba de un gran prestigio como científico, académico e intelectual) dice:

¡NUESTRA SANGRE SE ENNEGRECE!, y de seguir así, del crisol no saldrá un grano de oro sino un pedazo de carbón. Puede que aún sea tiempo de rescatar nuestro patrimonio sanguíneo europeo que es lo que posiblemente nos ha salvado hasta ahora de caer en sistemas de africana catadura, ya sea en lo político o, ya en aficiones que remedan el arte o la distinción, en tristes formas ridículas Quizás Ud. cuya voz prestigiada es oída por los humanistas de valer que aún quedan en estas regiones, logre ayudar a señalar el precipicio hacia el cual nos encaminamos.
Dr. Clodomiro Picado

que

## Racismo contra los negros
Si bien hubo población negra traída desde la época de la colonia española en calidad de esclavos, la mayor parte de la comunidad negra llegó a Costa Rica a finales del siglo XIX y principios del XX traída de Jamaica y como mano de obra barata que trabajara en la construcción del Ferrocarril al Pacífico. Debido a esto la mayoría de los afrocostarricenses tienen nombres y apellidos anglosajones, suelen ser de religión protestante y hablan inglés o limonense criollo. 
Existe en Costa Rica un estereotipo social asociado a los negros de que son perezosos y no les gusta trabajar. Las exdiputadas Yalile Esna y Epsy Campbell han denunciado que las actitudes racistas de los costarricenses pueden ser muy nocivas para los costarricenses negros. Un caso muy conocido se dio cuando durante un partido de fútbol de primera división los hinchas del equipo contrario al del jugador negro Try Beneth, comenzaron a insultarlo y a hacer sonidos imitando a los monos.
A partir de los años noventa y gracias al papel protagónico que han tenido los afrocostarricenses dentro de la política y el deporte, el racismo y bromas hacia los negros han ido en baja, igual existen un gran porcentaje de costarricenses mulatos o afromestizos que desconocen sus raíces y muchas veces se autodescriben como mestizos o inclusive blancos. El conocimiento real de las raíces costarricenses se da más en las nuevas generaciones.

## Xenofobia
En Costa Rica, existe xenofobia por parte de ciertos sectores hacia las personas con rasgos indígenas o visiblemente más mestizos que el promedio costarricense, mientras el gobierno de Costa Rica niega que la xenofobia sea un problema, la Comisión para la Defensa de los Derechos Humanos de Centroamérica denunció al país porque sus autoridades incurren en actitudes presuntamente xenofóbicas, aunque la denuncia fue finalmente desestimada.
Desde 2011 el gobierno de Costa Rica inició programas para fomentar la prosperidad económica de la población emigrante más pobre, como la nicaragüense.
En 2018 trascendió que una serie de páginas de la red social Facebook de inclinación neonazi abierta o discretamente realizaron una vasta campaña instigando al odio xenófobo reciclando noticias viejas o divulgando fake news para aprovechar un sentimiento antimigrante tras tres homicidios a turistas presuntamente cometidos por migrantes (aunque en uno de los homicidios el sospechoso es costarricense). Una marcha contra la política migratoria del país se realizó el 19 de agosto de 2018 en la que participaron grupos neonazis y barras bravas. Aunque no todos los participantes estaban vinculados a estos grupos y la mayoría de participantes eran pacíficos, la protesta se tornó violenta y la Fuerza Pública debió intervenir con un saldo de 44 arrestados, 36 costarricenses y el resto nicaragüenses. A los neonazis les fueron decomisadas distintos tipos de armas punzocortantes, cócteles Molotov y otros artículos, así como se identificaron con banderas con esvásticas. Una posterior marcha antixenófoba y de solidaridad con los refugiados nicaragüenses se organizó una semana después con mayor asistencia. Una segunda manifestación anti-migración pero con la explícita exclusión de neonazis y barras bravas se realizó en septiembre con una asistencia similar. En 2019 páginas de Facebook de tendencia ultraderechista y antimigración como Diputado 58, Resistencia Costarricense y Salvación Costa Rica convocaron a una manifestación antigobierno el 1 de mayo. En octubre de 2019 el administrador de la página xenófoba Resistencia Costarricense, abogado de apellidos Gutiérrez Pizarro, fue arrestado por liderar un grupo que colocó explosivos caseros en el Congreso y en Televisora de Costa Rica.

### Hacia los nicaragüenses
El número de nicaragüenses en Costa Rica es de 287 766 personas (siendo el 74.6 % del total de inmigrantes residentes, calculado en 385 899 extranjeros), constituyendo el grupo más numeroso de inmigrantes.
Muchos de ellos viven en la zona fronteriza con Nicaragua, debido al auge de actividades agrícolas, área en la que se emplean mayoritariamente. El nivel de mayor crecimiento de la población nicaragüense en Costa Rica inició a partir de los años ochenta, cuando dicho país estaba en guerra interna.
La mayoría de inmigrantes nicaragüenses lo hacen por motivos económicos. Nicaragua es el segundo país más pobre del hemisferio occidental después de Haití, mientras que Costa Rica aunque es un país en vías de desarrollo, es uno de los países más ricos de Latinoamérica, si se considera el PIB a precios nominales per cápita (tan solo detrás de Uruguay, Chile y Brasil) con un porcentaje de pobreza del 18 % (mientras en Nicaragua ronda el 42.7%). La mayoría de los inmigrantes nicaragüenses emigran para trabajar en labores de mano de obra no calificada (guardas, peones de construcción, jornaleros, recolectores de café, empleadas domésticas, etc.), sin que esto implique que no haya algunos que buscan empleo como técnicos o profesionales calificados.
Según el Instituto de Estudios Sociales en Población de la Universidad Nacional de Costa Rica, la mayoría de los nicaragüenses en Costa Rica inmigra en edades comprendidas entre 20 y 40 años, lo que significa que Nicaragua sigue exportando mano de obra vital que puede utilizar para su desarrollo. «Son una mina de oro. Es una población saludable en edad laboral».
El 49 % de los nicaragüenses tienen nivel de escolaridad primaria y el 35 % de secundaria. El 6.5 % es graduado universitario y el 9.5 % ninguno. «Emigran los que tienen más posibilidades o los que tienen algún grado académico». Una serie de estereotipos en la sociedad costarricense son asociados a los nicaragüenses, por ejemplo, que son tontos o de muy poca educación. Los famosos «chistes de nicas» son chistes donde usualmente el nicaragüense es presentado como tonto.
Otro estereotipo asociado a los nicaragüenses es que son delincuentes, imagen a veces exacerbada por los medios. Si bien un cierto porcentaje de los inmigrantes delinquen, difícilmente podría ser creíble que la mayoría de los cientos de miles de nicaragüenses delincan. Estadísticamente los nicaragüenses en Costa Rica no tienen un margen de delincuencia mayor que cualquier otro grupo étnico, incluyendo al costarricense. Muchos nicaragüenses viven en barrios marginales de la ciudad, como La Carpio, donde por condiciones de hacinamiento se da cierta delincuencia.
Durante los años noventa surgió incluso el Partido Patriótico Nacional de ideología xenófoba y antiinmigrantes que tenía como una de sus principales temáticas de campaña el combate a la inmigración nicaragüense y a su población en el país, el partido nunca obtuvo más del 1% de los votos ni logró elegir diputados o cargo alguno de elección popular.
Las disputas fronterizas entre Costa Rica y Nicaragua en lo que se refiere al río San Juan e Isla Calero han incrementado sentimientos antinicaragüenses en Costa Rica, a pesar de que muchos emigrantes nicaragüenses son críticos del gobierno de Daniel Ortega.

### Hacia los dominicanos
La xenofobia, sin embargo, no se enfoca solo hacia los nicaragüenses. La mala fama de delincuentes también es compartida por los inmigrantes dominicanos, imagen reforzada por los medios. La llamada Tierra Dominicana (barrio de comercios y viviendas dominicanas) es presentada por los medios como un lugar de gran peligrosidad.

### Hacia los colombianos y venezolanos
A los refugiados colombianos y venezolanos usualmente se les asocia con ser narcotraficantes, imagen reforzada por las populares «narconovelas». En el caso de las mujeres, existe el estereotipo en Costa Rica de que las mujeres son promiscuas y ejercen la prostitución, esto debido a que un número importante de inmigrantes trabajan en burdeles y night clubes tanto voluntariamente como víctimas de la trata de personas. La imagen de la mujer sudamericana como prostituta ha sido reforzada por telenovelas como Sin tetas no hay paraíso.

### Hacia los asiáticos
También existen estereotipos asociados hacia los orientales. Usualmente el término «chino» que se utiliza para toda la población oriental como sobrenombre, aunque sean japoneses, coreanos, etc. Los estereotipos sociales hacia los inmigrantes orientales usualmente se relacionan con la tenencia de negocios y restaurantes y el consumo de animales domésticos como gatos, perros y ratas en sus comidas.
Durante el censo del 2011, dentro de las categorías de grupos étnicos no existía la opción «asiático»: cualquier persona inmigrante asiática o descendiente de asiáticos, sin importar su país de procedencia, debía catalogarse como «chino».

### Hacia los indígenas
La comunidad indígena costarricense tiene números muy reducidos y vive mayormente en zonas rurales, la mayoría de los costarricenses no están en contacto con indígenas, y algunos pueden pasar toda su vida sin conocer uno. Debido a esto, la existencia en Costa Rica de estereotipos sociales negativos asociados a los indígenas no es tan marcada, al menos no en el nivel que existe hacia negros e inmigrantes visiblemente más mestizos. Incluso así los indígenas han sido un pueblo asolado por la pobreza extrema y la marginación, en parte debido al abandono del gobierno.
Sus territorios son los más pobres del país y no fue hasta los años ochenta que tuvieron cédulas de identidad (y por ende, derecho a votar y acceder a otros derechos ciudadanos elementales).

## Antisemitismo
El antisemitismo en Costa Rica se refiere al sentimiento y prejuicio en contra de los judíos que se han presentado en el país.

### Colonia
Los primeros judíos que llegaron a Costa Rica fueron en su mayoría judíos sefardíes de España que escapaban de la persecución. La mayoría de ellos cristianos nuevos y marranos. Aunque algunos pueden haber sido criptojudíos, es imposible saber cuántos eran católicos y cuántos no lo eran.
Como parte del Imperio español, la Inquisición española estaba en vigor en la provincia de Costa Rica, sin embargo, no existen  registros de que algún judío que haya sido juzgado o ejecutado, ya que el único registro de un juicio de la Inquisición en Costa Rica fue contra un par de mujeres jóvenes acusadas de brujería que fueron absueltas.

### Independencia
Luego de obtener la independencia la primera Constitución de Costa Rica, el Pacto de Concordia de 1821 estableció la religión católica como religión obligatoria (no solo oficial sino obligatoria) prohibiendo todos los demás credos para los ciudadanos de Costa Rica y permitiendo solo la práctica de otras religiones para los extranjeros temporalmente localizados en el país. Sin embargo, la libertad de religión fue establecida en la siguiente Constitución, la Ley Fundamental del Estado Libre de Costa Rica de 1825 como en la República Federal de Centroamérica en general de la cual el Estado Libre de Costa Rica era miembro, permitiendo a los judíos practicar libremente.

### Primera república
La migración sucesiva de judíos sefardíes de lugares como Curazao, Panamá y Jamaica se enfrentó a una relativa tranquilidad, aunque los judíos no tenían su propio cementerio y los judíos sefardíes fueron enterrados (junto con protestantes, musulmanes, baháʼís y otras minorías) en el Cementerio Extranjero, una práctica que continúa hasta la fecha. Después de la fundación de la masonería en Costa Rica, las publicaciones antimasónicas en su mayoría de la Iglesia también asociaron la masonería con el judaísmo, al igual que la publicación del partido católico antimasónico, la Unión Católica en 1891 acusándolo de ser "la carne y los huesos del talmudismo".
Las primeras grandes oleadas de migraciones judías se produjeron a finales del siglo XIX y principios del siglo XX, principalmente de judíos polacos asquenazíes que no se mezclaban con los sefardíes.
Estas olas migratorias que escaparon del antisemitismo europeo y el ascenso del nazismo fueron controvertidas en la sociedad costarricense y provocaron acalorados debates en la prensa, produciendo también una gran cantidad de artículos antisemitas y el nacimiento de antisemitas de extrema derecha como la Unión Patriótica y el Comité Antijudío. Durante la administración del presidente León Cortés Castro se promulgaron leyes antisemitas. Cortés era un conocido simpatizante antisemita y filofascista. El futuro presidente Otilio Ulate también difundió engaños antisemitas en su propio periódico, incluso acusando a los judíos de envenenar la leche de los niños y fue un prominente antisemita.

### Segunda Guerra Mundial
Durante el período de entreguerras, el NSDAP/AO intentó la nazificación de la comunidad alemana costarricense. Una delegación local del NSDAP/AO existía en ese momento liderado por el ingeniero Max Effinger, quien sería ministro en el gabinete de Cortés Castro. El tema dividió a la comunidad alemana entre pronazis y antinazis.
El sucesor de Cortés, el Dr. Rafael Ángel Calderón Guardia, también ha sido acusado de ideas antisemitas y antimasónicas, sin embargo Calderón estaba más cerca del nacional catolicismo español que cualquier forma de fascismo y fue leal a Estados Unidos incluso visitando la Casa Blanca durante su presidencia. Después del ataque de Pearl Harbor, Calderón declaró la guerra a Alemania y alineó al país con los aliados tras una persecución de alemanes, italianos y japoneses (incluido Effinger, que fue deportado a Estados Unidos aunque liberado después de la guerra). Sin embargo, la mayoría de las leyes que limitan los derechos de los judíos se mantuvieron en vigor hasta la presidencia del sucesor de Calderón, Teodoro Picado Michalski, hijo él mismo de una madre polaca y, por lo tanto, amigo de la comunidad judía polaca.
El periodista Otilio Ulate, hacía uso de su periódico para publicaciones de propaganda antisemita, durante el gobierno de Rafael Ángel Calderón Guardia (1940-1944), se creó una Comisión Investigadora con respecto a la inmigración polaca, con la que los polacos mayores de dieciséis años deberían registrarse. A los polacos se les acusaba de la búsqueda de la riqueza y explotación desleal del comercio local en detrimento del comerciante arraigado en el país. La comisión dictaminó deportar a la mayoría de estos al término de la Segunda Guerra Mundial, acción que fue rechazada por Calderón con tal de congraciarse con los Estados Unidos y sus aliados, enfrentados a la Alemania nazi, a su vez el gobierno de Calderón le declaró la guerra a Alemania.
Con el estallido de la Guerra Civil Costarricense luego de las elecciones de 1948 en las que Otilio Ulate fue el supuesto ganador, se dividió al país en dos bandos; opositores y partidarios del gobierno. La comunidad judía era vista como partidaria del gobierno, mientras que los alemanes e italianos eran abrumadoramente anticalderonistas debido a las persecuciones. Tras el triunfo de las fuerzas rebeldes se prendió fuego a la Sinagoga de San José, pero no se produjeron más ataques antisemitas en parte debido a la oposición del caudillo victorioso José Figueres.
En este período se da la persecución de alemanes e italianos, de ahí que Figueres Ferrer buscó el apoyo de estos grupos étnicos durante la guerra civil contra Calderón.

### Segunda República
La mayor parte del período posterior al 48 de Costa Rica se caracterizó por su estabilidad política. El país desarrolló un sistema bipartidista entre los figueristas de centro-izquierda y los calderonistas de centro-derecha y, en general, evitó los extremos con los partidos de extrema izquierda y extrema derecha recibiendo resultados testimoniales. Costa Rica (como miembro fundador de las Naciones Unidas) fue también uno de los países que votó a favor de la creación de Israel y durante muchos años fue junto a El Salvador uno de los dos únicos países con embajada en Jerusalén y no Tel Aviv. Durante el período de la Guerra Fría nació y fue activo el Movimiento Costa Rica Libre de extrema derecha, con una fuerte organización paramilitar antiizquierdista. Aunque algunos miembros del grupo eran abiertamente antisionistas, otros eran simplemente conservadores y libertarios de línea dura cuyo anticomunismo no estaba mezclado con ideas antijudías.

### SigloXXI
Las controversias sobre el judaísmo de Luis Fishman surgen durante las elecciones generales de Costa Rica de 2002 cuando el candidato presidencial Abel Pacheco de la Espriella separó a Fishman como su compañero de fórmula en la candidatura presidencial. Fishman acusó a Pacheco y su equipo de hacer comentarios antisemitas. En el período 2010-2014, el entonces diputado Manrique Oviedo del Partido Acción Ciudadana (aunque luego desertó a Restauración Nacional) acusó al entonces vicepresidente Luis Liberman de usar su influencia para beneficiar a sus compañeros judíos.
En 2015, el Centro Simon Wiesenthal denunció que existían en San José tiendas que vendían literatura sobre la negación del Holocausto y símbolos nazis.
En el 2017 un asesor del Partido Frente Amplio (FA), emitió un comentario antisemita con un gráfico con una esvástica contra el Partido Liberal Progresista (PLP), de ideología opuesta y liderado por Eliécer Feinzaig Mintz, de ascendencia judía. El PLP exigió una disculpa, que fue dada.
En 2019 el candidato de ultraderecha Juan Diego Castro generó alboroto debido a que su video acusaba al empresario y dueño del periódico CRHoy Leonel Baruch, de origen judío, llamándolo "banquero perverso" y burlándose del Holocausto. Se han informado comentarios antisemitas en las redes sociales, incluso contra Eliécer Feinzaig, presidente del Partido Liberal Progresista y de religión judía.

### Análisis
Una encuesta de 2009 que midió la percepción de los judíos en Costa Rica mostró que el 32% de los costarricenses tiene una opinión positiva de los judíos, mientras que el 29% tiene una opinión negativa y el 38% no tiene ninguna. El 8% de los costarricenses considera que los judíos son ciudadanos honestos, el 10% considera que se ayudan entre sí, el 4,7% considera que ayudan a la economía, el 4,5% cree que respeta a la familia y el 4,8% que tiene una identidad clara. El 7,5% de los costarricenses cree que los judíos discriminan a los no judíos, el 6,5% cree que explotan a quienes trabajan para ellos, el 11% que saben manejar el dinero y el 4% cree que no respetan la fe cristiana. Las ideas negativas fueron más prominentes entre los hombres que entre las mujeres.
Solo el 1.3% expresó que desconfiaba de los judíos (el grupo más desconfiado fue el de los inmigrantes colombianos con un 34%), y solo el 0.5% expresó que tiene un problema con el judaísmo como religión (el 65% expresó no tener ningún problema con ninguna religión), 67% expresó no tener ningún problema con las instituciones judías, el 13% expresó un poco de incomodidad y solo el 7% expresó mucha incomodidad. El 37% pensaba que los judíos deberían ser más leales a Costa Rica que a Israel, y el 35% se mostraba indiferente si lo fuera. El 41% de los ticos respondió que cree que los judíos mataron a Cristo o participaron en su muerte, mientras que el 37% no responde y el 21% cree que los judíos no fueron responsables.